# HD 112014
HD 112014 är en dubbelstjärna  i den norra delen av stjärnbilden Giraffen. Den har en kombinerad skenbar magnitud av ca 5,92 och är svagt synlig för blotta ögat där ljusföroreningar ej förekommer. Baserat på parallax enligt Gaia Data Release 2 på ca 7,9 mas, beräknas den befinna sig på ett avstånd på ca 415 ljusår (ca 127 parsek) från solen. Den rör sig bort från solen med en heliocentrisk radialhastighet på ca 1 km/s.

## Egenskaper
Primärstjärnan HD 112014 Ba är vit till blå stjärna i huvudserien av spektralklass A0 V Den har en radie som är ca 2,9 solradier och en effektiv temperatur av ca 9 400 K.
Stjärnorna HD 112028 och HD 112014 identifierades som en dubbelstjärna av F. G. W. Struve 1820, och är listade som WDS 12492 +8325 A respektive B, i Washington Double Star Catalog. Den binära naturen hos komponent B, eller HD 112014, upptäcktes av J. S. Plaskett 1919. Den är en dubbelsidig spektroskopisk dubbelstjärna med en omloppsperiod på 3,29 dygn och en excentricitet på 0,04. De är separerade med 0,0759 AE (11.35 Gm). Båda komponenterna är stjärnor i huvudserien av spektraltyp A.